# Palazzo Galluccio

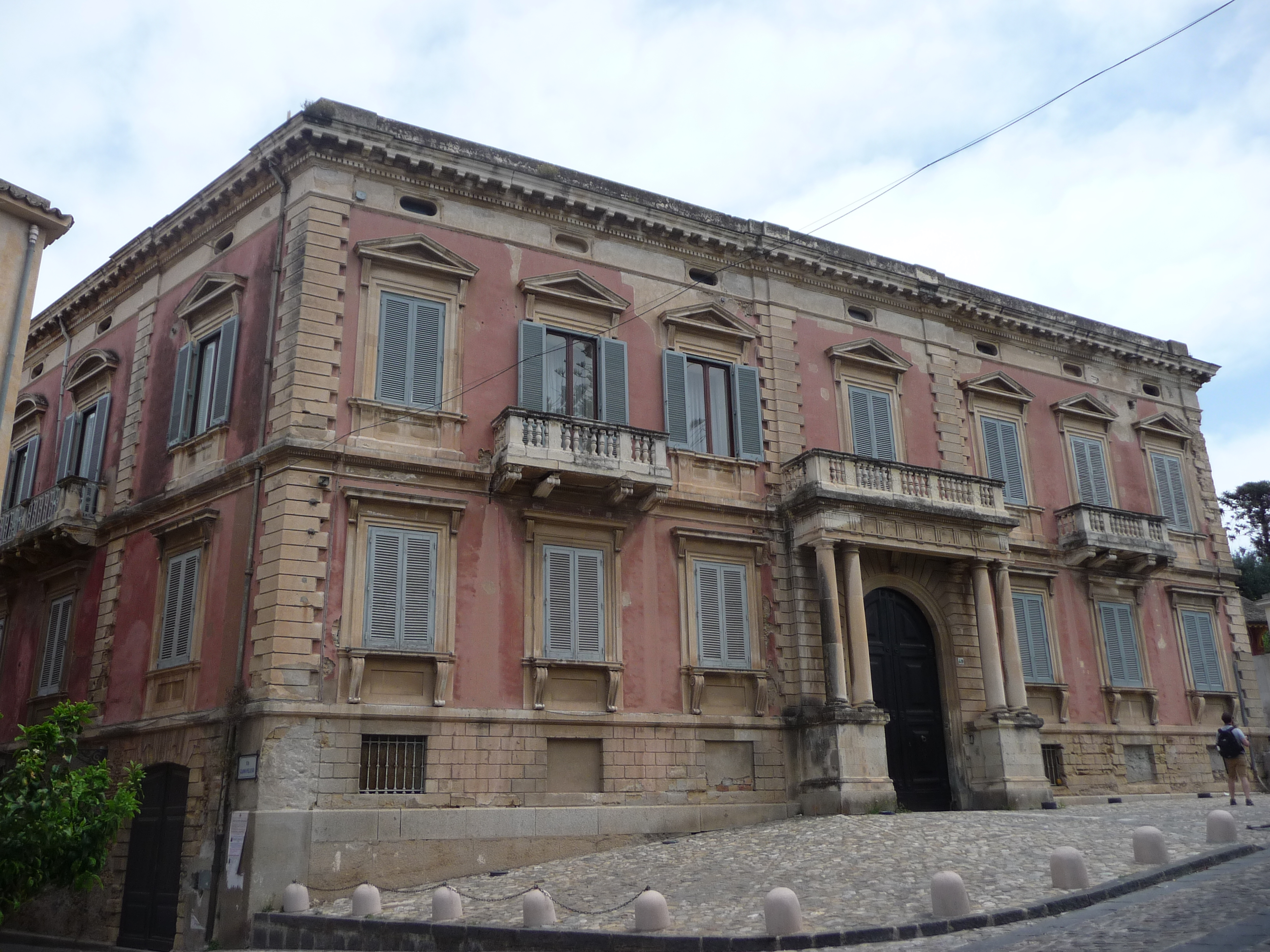
Palazzo Galluccio in Crotone

Der Palazzo Galluccio ist ein Palast aus dem 17. Jahrhundert im historischen Zentrum von Crotone in der italienischen Region Kalabrien. Er liegt am Corso Vittorio Emanuele, 49, neben der Kirche San Giuseppe.

## Geschichte
Das Gebäude, das heute der Familie Lucifero gehört, ist urkundlich erstmals 1699 belegt. Ein weiterer Beleg ist ein Dokument von 1720, das die Unterschrift des damaligen Bischofs, Anselmo de la Peña, trägt.
Später, im Jahre 1809, wurde der Palast in klassizistischem Stil, inspiriert von der römischen Architektur, umgebaut.

## Beschreibung
Das Eingangstor hat einen Rundbogen, über dem sich ein Balkon, gestützt von zwei dorischen Säulenpaaren, erhebt. Im Innenhof befindet sich ein großer Garten mit einem Tor, das das Familienwappen trägt.